# Hav tack, du käre Herre
Hav tack, du käre Herre är en psalm med tre 8-radiga verser författade av Lina Sandell-Berg till en amerikansk melodi. 

## Publicerad som
- Hemlandssånger 1891 som nr 353 under rubriken "Kärleken".
- Svensk Söndagsskolsångbok 1908 som nr 218 under rubriken "Änglavård".
- Svenska Missionsförbundets sångbok 1920 som nr 360 under rubriken "Änglavård".
- Svensk Söndagsskolsångbok 1929 som nr 31 under rubriken "Guds kärlek och omsorg"
- Sionstoner 1935 som nr 730 under rubriken "Morgon och afton".